# Округ Харни (Орегон)
Харни (енгл. Harney County) је округ у америчкој савезној држави Орегон.

## Демографија
По попису из 2010. године број становника је 7.422, што је 187 (-2,5%) становника мање него 2000. године.
| Група             | 2000.         | 2010.         |
| Белци             | 6.823 (89,7%) | 6.648 (89,6%) |
| Афроамериканци    | 10 (0,1%)     | 19 (0,3%)     |
| Азијати           | 39 (0,5%)     | 35 (0,5%)     |
| Хиспаноамериканци | 316 (4,2%)    | 294 (4,0%)    |
| Укупно            | 7.609         | 7.422         |